# 頓內次克地方歷史博物館
頓內次克地方歷史博物館（烏克蘭語：Донецький краєзнавчий музей）是烏克蘭頓內次克的博物館。此博物館現有超過12萬件藏品，包括長毛象與水牛的骨骼標本、化石、隕石、頓內次克地區的考古文物，以及尼基塔·赫魯雪夫、谢尔盖·普罗科菲耶夫、阿爾希普·庫因芝、德米特里·门捷列夫與弗拉基米尔·内米尔罗维奇-丹琴科等名人曾使用的物品。

## 歷史

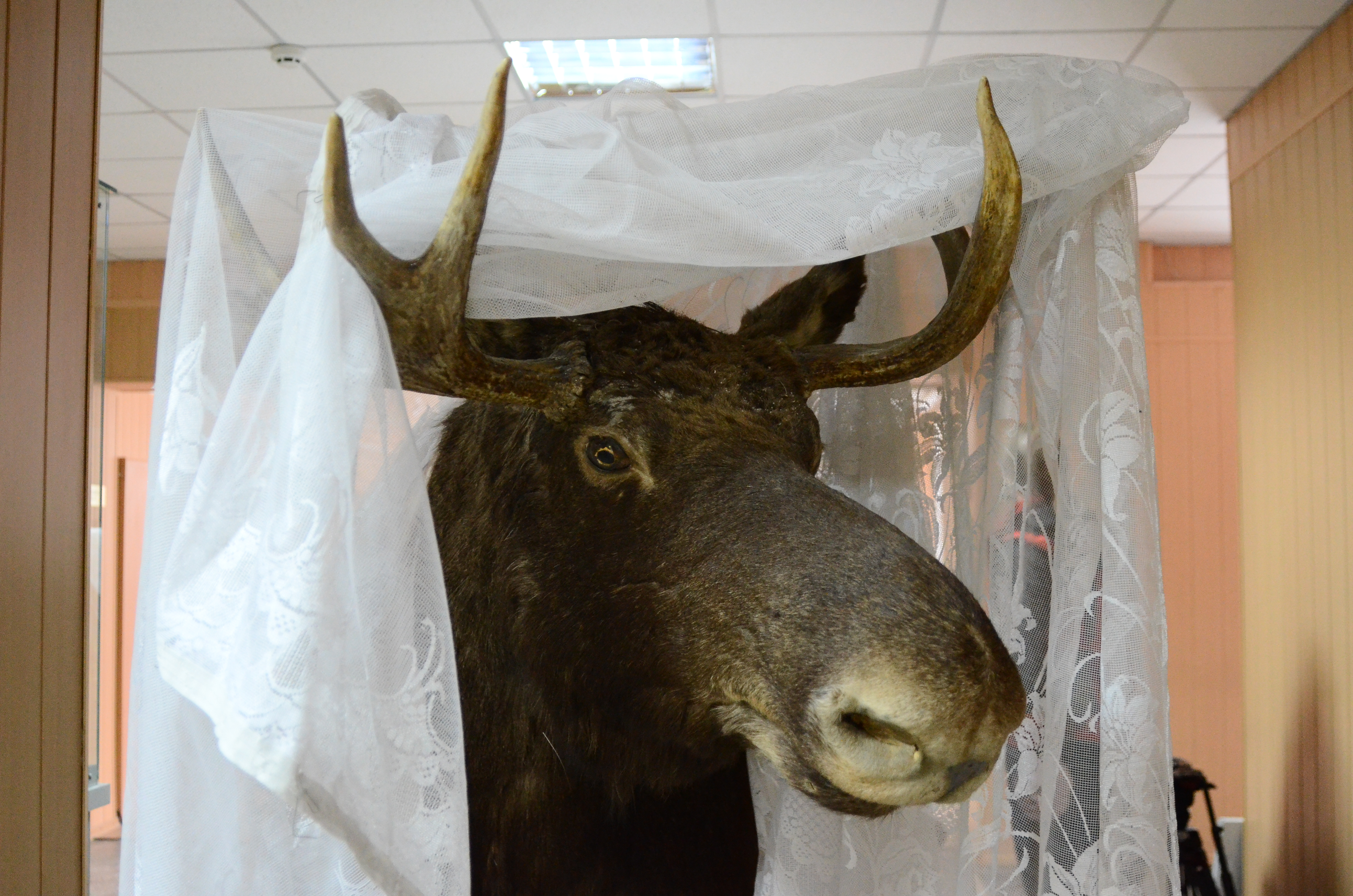
2014年博物館被轟炸後的動物標本

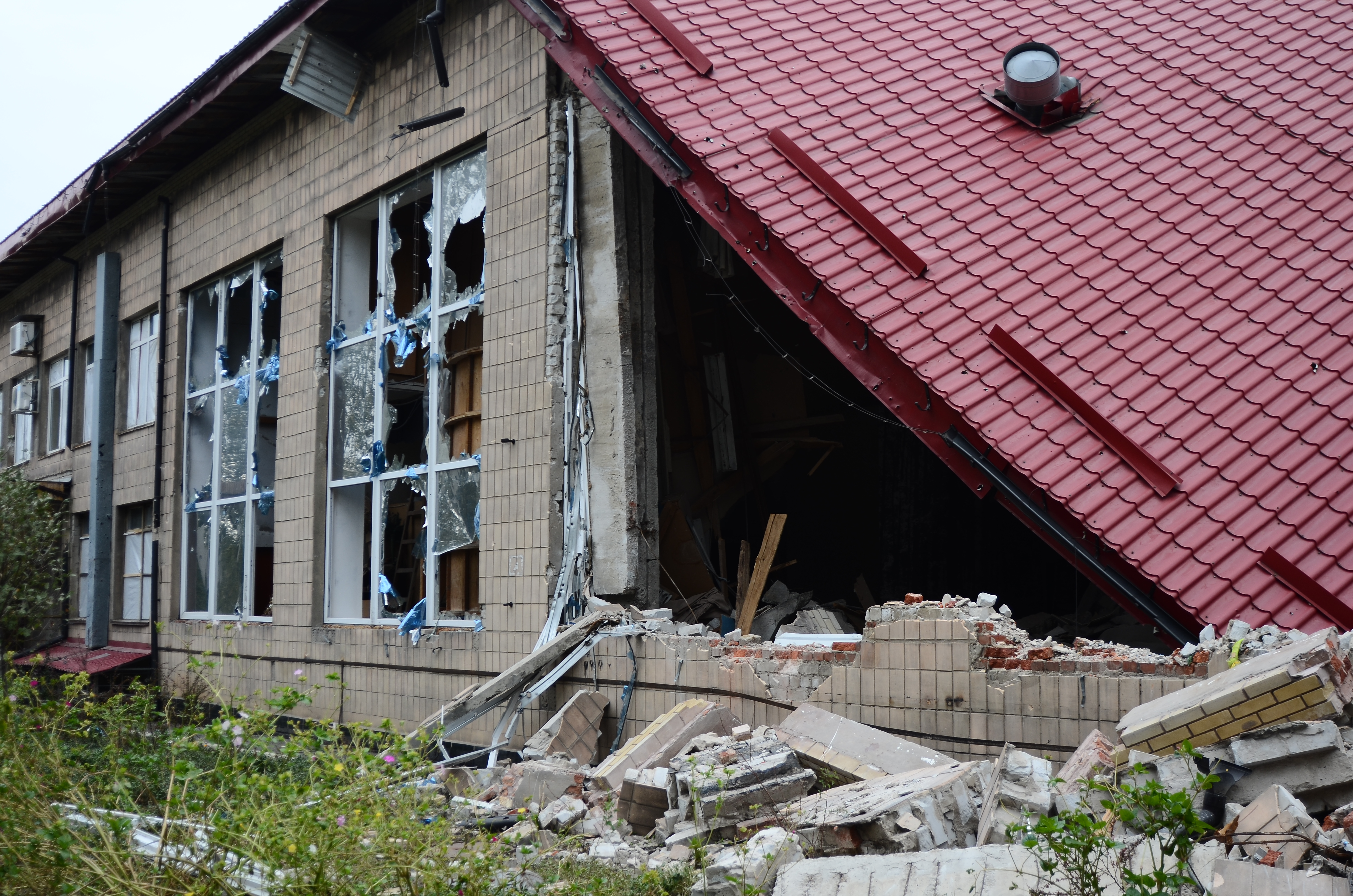
被轟炸摧毀的博物館展廳，攝於2014年9月

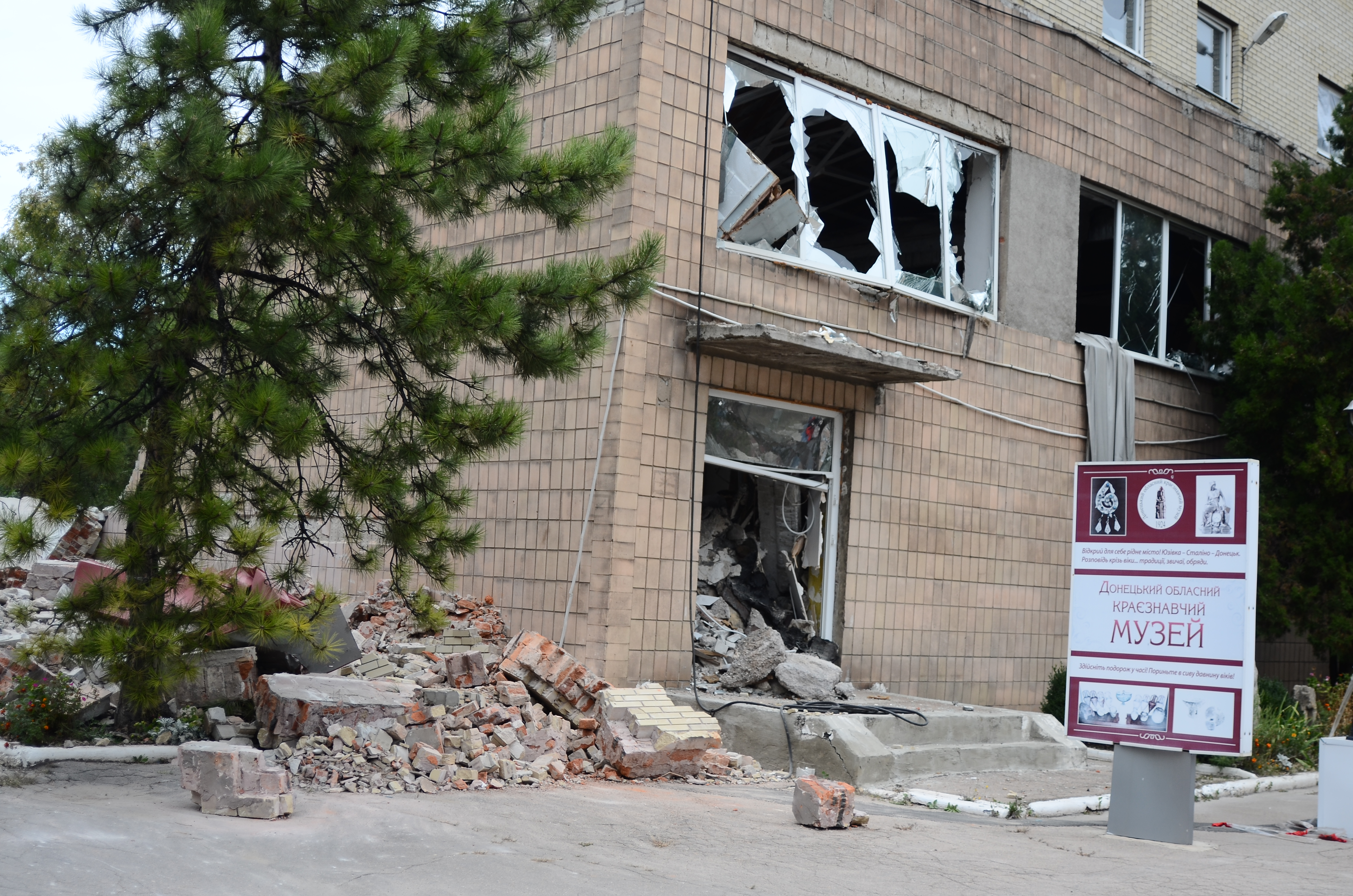
被轟炸摧毀的博物館展廳，攝於2014年9月

頓內次克地方歷史博物館於1924年由頓內次克礦業技術學院教授A. Olchantchenko主導建立，最初的展廳位於一舊穀倉。1926年博物館對公眾開放；蘇德戰爭期間博物館受戰火波及；1972年遷至現址。
2014年頓巴斯戰爭爆發後，頓內次克地方歷史博物館多次受戰火波及，2014年8月20日俄軍砲火嚴重損毀博物館的左側展廳，其中展示「頓內次克的動植物」的展廳幾乎全毀，館長指29個展廳中僅有3個仍完好。博物館受到15次反坦克導彈的轟炸，約有3成館藏被毀。

## 藏品

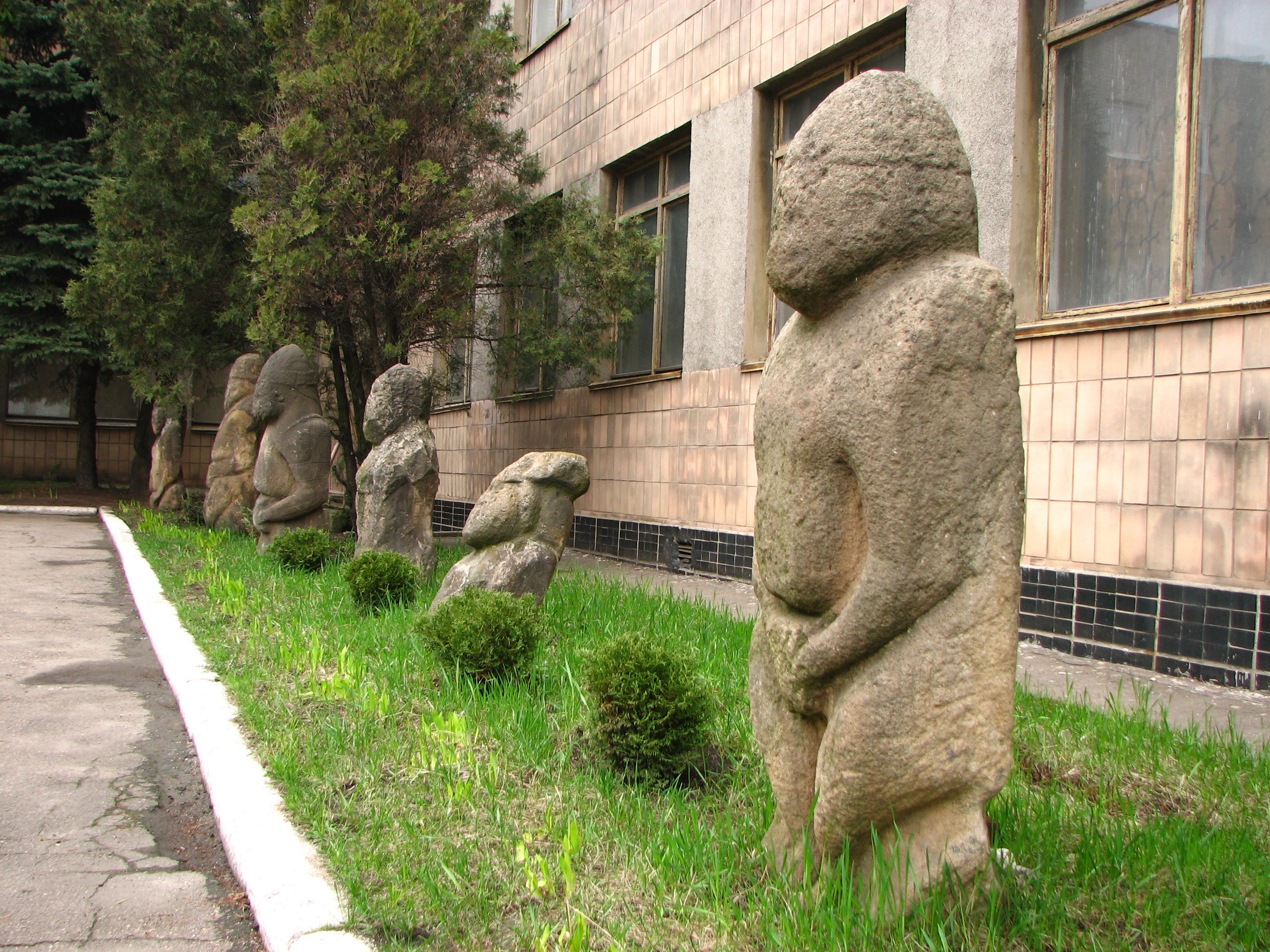
庫曼石雕
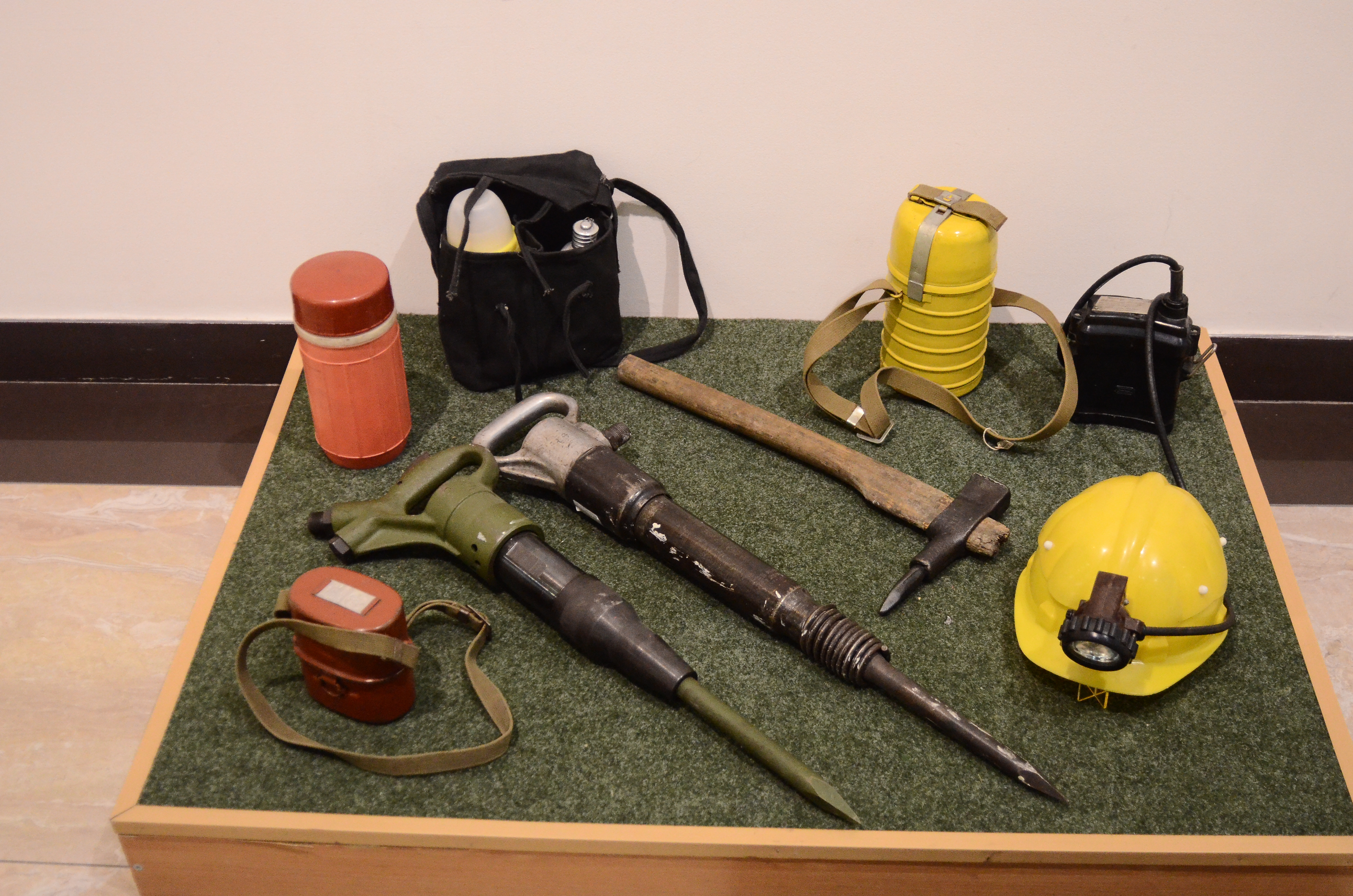
挖礦工具
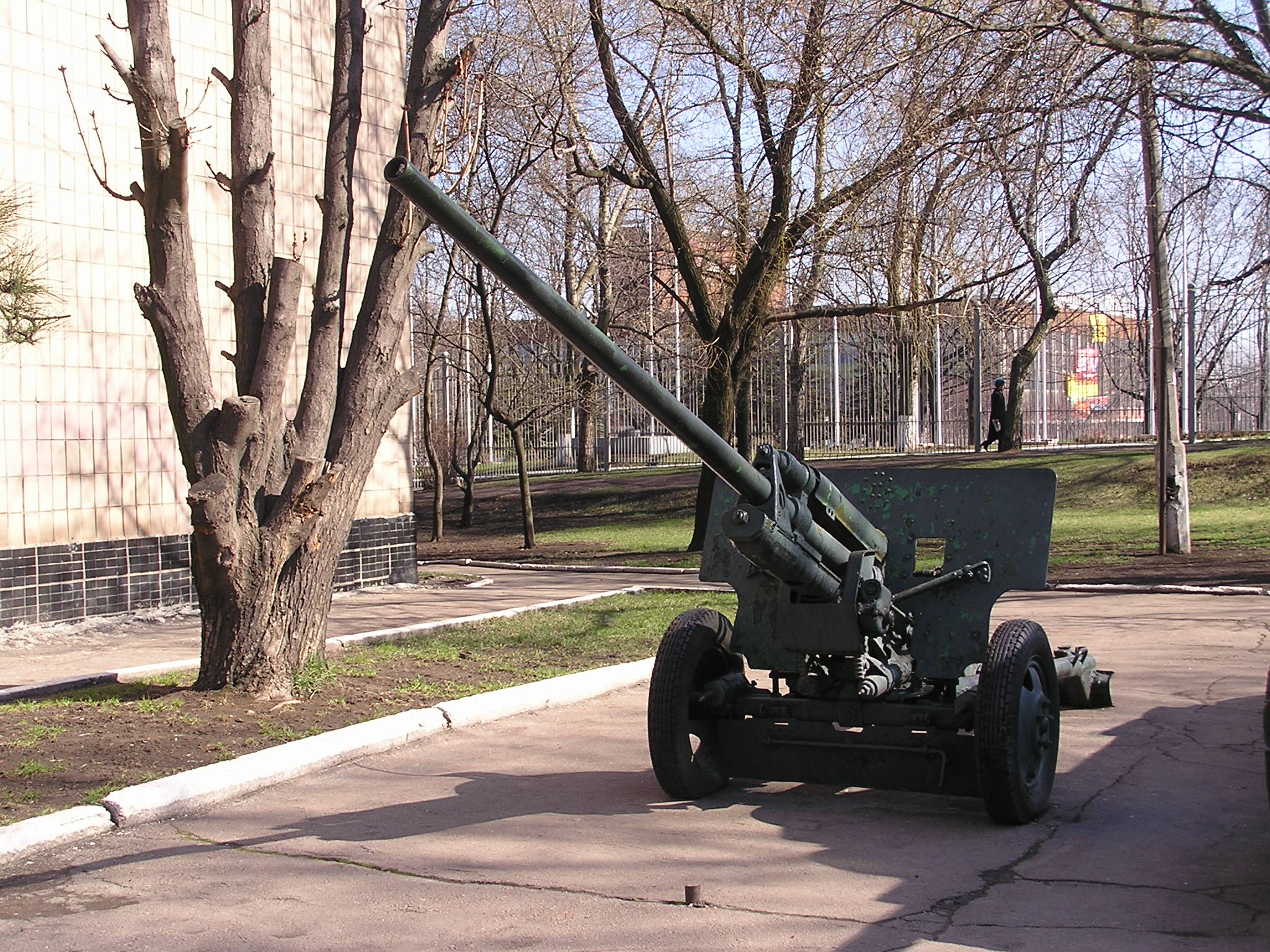
ZiS-3加農炮
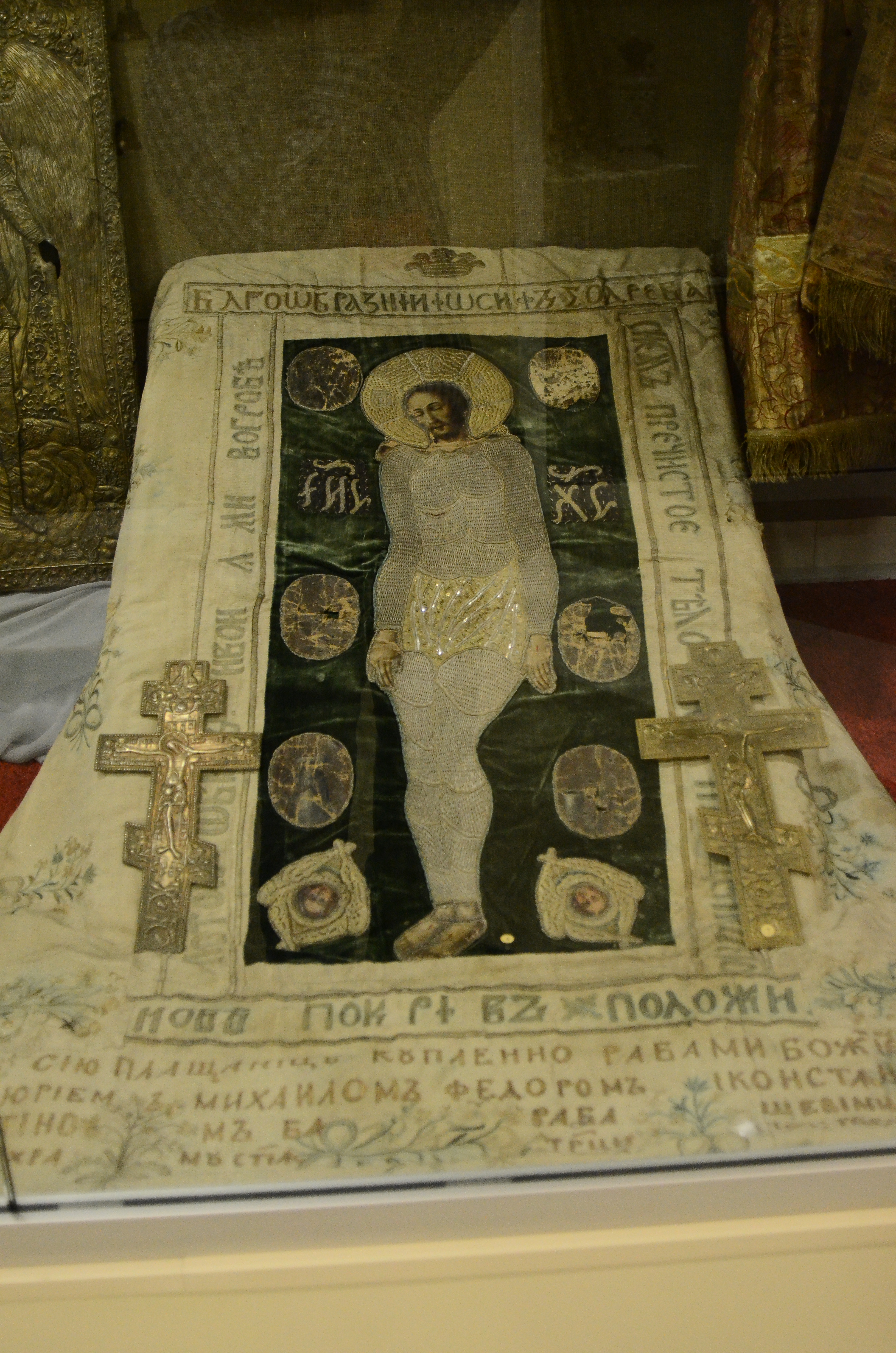
宗教文物
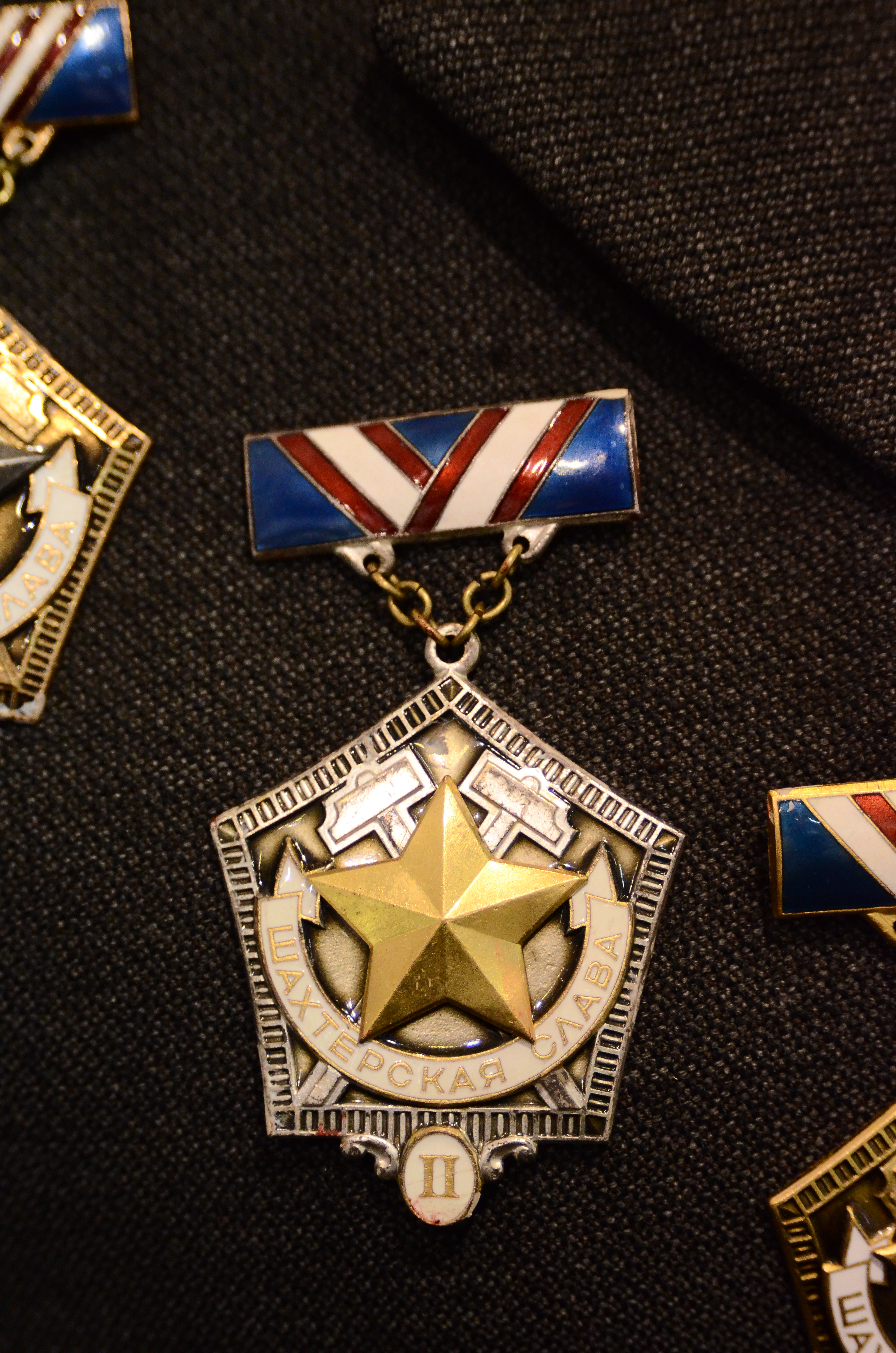
蘇聯頒發的礦工榮耀勳章（英语：Miner's Glory Medal）